# Sommer-Universiade 2017/Wasserball
Bei der Sommer-Universiade 2017 wurden vom 18. bis 30. August 2017 insgesamt zwei Wettbewerbe im Wasserball durchgeführt.

## Männerturnier

### Vorrunde
Gespielt wurde in vier Gruppen mit jeweils vier Mannschaften. Für einen Sieg wurden 2 Punkte vergeben, für ein Unentschieden 1 Punkt. Anders als in vielen anderen Mannschaftswettbewerben schieden die schlechtesten zwei jeder Gruppe nicht automatisch aus oder spielten die hinteren Plätze unter sich aus, sondern jedes Team zog ins Achtelfinale ein, um dort die jeweiligen Platzierungen auszuspielen.

#### Gruppe A
| Platz | Team              | Siege | Unent. | Ndlg. | Tore  | Diff. | Punkte |
| ----- | ----------------- | ----- | ------ | ----- | ----- | ----- | ------ |
| 1.    | Frankreich        | 3     | 0      | 0     | 60:13 | +44   | 6      |
| 2.    | Großbritannien    | 2     | 0      | 1     | 34:26 | +8    | 4      |
| 3.    | Südkorea          | 1     | 0      | 2     | 32:31 | +1    | 2      |
| 4.    | Chinesisch Taipeh | 0     | 0      | 3     | 6:62  | −56   | 0      |

| Tag        | Zeit  | Begegnung                          | Ergebnis                  |
| ---------- | ----- | ---------------------------------- | ------------------------- |
| 18. August | 09:00 | Chinesisch Taipeh – Südkorea       | 4:17 (0:5, 1:5, 0:3, 3:4) |
| 18. August | 10:20 | Frankreich – Großbritannien        | 17:5 (5:2, 3:1, 3:1, 6:1) |
| 20. August | 09:00 | Großbritannien – Südkorea          | 11:7 (5:3, 3:1, 3:2, 0:1) |
| 20. August | 10:20 | Chinesisch Taipeh – Frankreich     | 0:27 (0:4, 0:8, 0:6, 0:9) |
| 21. August | 09:00 | Chinesisch Taipeh – Großbritannien | 2:18 (0:3, 2:4, 0:7, 0:4) |
| 21. August | 10:20 | Frankreich – Südkorea              | 16:8 (6:2, 2:2, 5:4, 3:0) |

#### Gruppe B
| Platz | Team        | Siege | Unent. | Ndlg. | Tore  | Diff. | Punkte |
| ----- | ----------- | ----- | ------ | ----- | ----- | ----- | ------ |
| 1.    | Niederlande | 3     | 0      | 0     | 36:14 | +22   | 6      |
| 2.    | Italien     | 2     | 0      | 1     | 31:15 | +16   | 4      |
| 3.    | Australien  | 1     | 0      | 2     | 21:22 | −1    | 2      |
| 4.    | Argentinien | 0     | 0      | 3     | 13:50 | −37   | 0      |

| Tag        | Zeit  | Begegnung                 | Ergebnis                  |
| ---------- | ----- | ------------------------- | ------------------------- |
| 18. August | 11:40 | Italien – Niederlande     | 6:8 (1:3, 0:3, 3:1, 2:1)  |
| 18. August | 13:00 | Australien – Argentinien  | 13:6 (3:1, 2:1, 3:1, 5:3) |
| 20. August | 11:40 | Argentinien – Niederlande | 3:19 (1:4, 1:3, 0:6, 1:6) |
| 20. August | 13:00 | Italien – Australien      | 7:3 (1:1, 4:1, 1:1, 1:0)  |
| 21. August | 11:40 | Italien – Argentinien     | 18:4 (4:1, 6:1, 4:1, 4:1) |
| 21. August | 13:00 | Australien – Niederlande  | 5:9 (1:4, 3:1, 1:1, 0:3)  |

#### Gruppe C
| Platz | Team      | Siege | Unent. | Ndlg. | Tore  | Diff. | Punkte |
| ----- | --------- | ----- | ------ | ----- | ----- | ----- | ------ |
| 1.    | Serbien   | 3     | 0      | 0     | 49:7  | +42   | 6      |
| 2.    | Ungarn    | 2     | 0      | 1     | 45:16 | +29   | 4      |
| 3.    | Kanada    | 1     | 0      | 2     | 13:49 | −36   | 2      |
| 4.    | Südafrika | 0     | 0      | 3     | 10:45 | −35   | 0      |

| Tag        | Zeit  | Begegnung           | Ergebnis                  |
| ---------- | ----- | ------------------- | ------------------------- |
| 18. August | 14:20 | Ungarn – Kanada     | 17:3 (4:1, 5:0, 4:0, 4:2) |
| 18. August | 15:40 | Serbien – Südafrika | 13:1 (3:0, 2:0, 5:1, 3:0) |
| 20. August | 14:20 | Südafrika – Kanada  | 4:8 (0:3, 2:2, 1:2, 1:1)  |
| 20. August | 15:40 | Ungarn – Serbien    | 4:8 (1:1, 0:1, 2:0, 1:6)  |
| 21. August | 14:20 | Ungarn – Südafrika  | 24:5 (8:1, 4:2, 7:1, 5:1) |
| 21. August | 15:40 | Serbien – Kanada    | 28:2 (6:0, 8:0, 7:0, 7:2) |

#### Gruppe D
| Platz | Team               | Siege | Unent. | Ndlg. | Tore  | Diff. | Punkte |
| ----- | ------------------ | ----- | ------ | ----- | ----- | ----- | ------ |
| 1.    | Russland           | 2     | 1      | 0     | 33:22 | +11   | 5      |
| 2.    | Japan              | 2     | 1      | 0     | 32:23 | +9    | 4      |
| 3.    | Vereinigte Staaten | 1     | 1      | 1     | 31:26 | +5    | 3      |
| 4.    | Rumänien           | 0     | 0      | 3     | 18:43 | −25   | 0      |

| Tag        | Zeit  | Begegnung           | Ergebnis                   |
| ---------- | ----- | ------------------- | -------------------------- |
| 18. August | 17:00 | USA – Japan         | 8:9 (2:2, 3:1, 3:3, 0:3)   |
| 18. August | 18:20 | Russland – Rumänien | 14:5 (4:0, 5:1, 3:2, 2:2)  |
| 20. August | 17:00 | Rumänien – Japan    | 7:17 (0:5, 1:0, 2:9, 4:3)  |
| 20. August | 18:20 | USA – Russland      | 11:11 (3:3, 4:3, 1:3, 3:2) |
| 21. August | 17:00 | USA – Rumänien      | 12:6 (3:1, 5:0, 2:4, 2:1)  |
| 21. August | 18:20 | Russland – Japan    | 8:6 (1:3, 0:1, 4:0 ,3:2)   |

### Achtelfinale
Im Achtelfinale wurden die Spiele über Kreuz ausgetragen, wobei die Mannschaften der Gruppen A und C sowie die Mannschaften der Gruppen B und D gegeneinander antraten. Dabei spielte der jeweils Erste gegen den Vierten und die beiden Drittplatzierten gegeneinander. Die Gewinner zogen ins Viertelfinale ein, die Verlierer spielten um die Plätze 9 bis 16.
| Tag        | Zeit  | Begegnung                   | Ergebnis                    |
| ---------- | ----- | --------------------------- | --------------------------- |
| 23. August | 09:00 | Frankreich – Südafrika      | 13:5 (4:3, 2:1, 4:0, 3:1)   |
| 23. August | 10:20 | Großbritannien – Kanada     | 7:6 (2:3, 1:1, 3:2, 1:0)    |
| 23. August | 11:40 | Südkorea – Ungarn           | 2:18 (1:6, 1:4, 0:4, 0:4)   |
| 23. August | 13:00 | Chinesisch Taipeh – Serbien | 1:32 (0:8, 0:10, 0:11, 1:3) |
| 23. August | 14:20 | Niederlande – Rumänien      | 8:6 (4:2, 3:1, 1:2, 0:1)    |
| 23. August | 15:40 | Italien – USA               | 12:9 (1:1, 3:1, 4:4, 4:3)   |
| 23. August | 17:00 | Australien – Japan          | 9:15 (2:3, 3:2, 2:5, 2:5)   |
| 23. August | 18:20 | Argentinien – Russland      | 2:17 (1:3, 1:2, 0:7, 0:5)   |

### Finalspiele

#### Viertelfinale
| Tag        | Zeit  | Begegnung                   | Ergebnis                  |
| ---------- | ----- | --------------------------- | ------------------------- |
| 25. August | 15:00 | Frankreich – Großbritannien | 13:4 (4:1, 2:1, 6:1, 1:1) |
| 25. August | 16:30 | Ungarn – Serbien            | 7:9 (2:4, 0:2, 2:2, 3:1)  |
| 25. August | 18:00 | Niederlande – Italien       | 4:6 (0:0,2:2,1:2,1:2)     |
| 25. August | 19:30 | Japan – Russland            | 7:12 (3:3, 0:4, 2:4, 2:1) |

#### Halbfinale
| Tag        | Zeit  | Begegnung            | Ergebnis                  |
| ---------- | ----- | -------------------- | ------------------------- |
| 28. August | 16:30 | Frankreich – Serbien | 3:10 (1:2, 0:3, 0:3, 2:2) |
| 28. August | 18:00 | Italien – Russland   | 9:11 (1:4, 1:3, 3:2, 4:2) |

#### Finale
| Tag        | Zeit  | Begegnung          | Ergebnis                  |
| ---------- | ----- | ------------------ | ------------------------- |
| 30. August | 13:30 | Serbien – Russland | 15:4 (3:0, 5:2, 4:2, 3:0) |

### Platzierungsspiele

#### Plätze 9–16
| Tag        | Zeit  | Begegnung                    | Ergebnis                   |
| ---------- | ----- | ---------------------------- | -------------------------- |
| 25. August | 09:00 | Südafrika – Kanada           | 6:7 (2:3, 2:2, 0:1, 2:1)   |
| 25. August | 10:30 | Südkorea – Chinesisch Taipeh | 15:4 (4:2, 2:1, 5:1, 4:0)  |
| 25. August | 12:00 | Rumänien – USA               | 10:13 (2:2, 1:3, 3:3, 3:1) |
| 25. August | 13:30 | Australien – Argentinien     | 6:5 (2:1, 2:2, 1:1, 1:1)   |

#### Platz 15 und 16
| Tag        | Zeit  | Begegnung                       | Ergebnis                  |
| ---------- | ----- | ------------------------------- | ------------------------- |
| 29. August | 09:00 | Chinesisch Taipeh – Argentinien | 2:11 (0:4, 1:4, 0:2, 1:1) |

#### Platz 13 und 14
| Tag        | Zeit  | Begegnung            | Ergebnis                   |
| ---------- | ----- | -------------------- | -------------------------- |
| 29. August | 10:30 | Südafrika – Rumänien | 11:17 (1:4, 5:5, 1:4, 4:4) |

#### Plätze 9–12
| Tag        | Zeit  | Begegnung         | Ergebnis                 |
| ---------- | ----- | ----------------- | ------------------------ |
| 27. August | 12:00 | Kanada – Südkorea | 9:4 (0:0, 2:0, 5:2, 2:2) |
| 27. August | 13:30 | USA – Australien  | 8:4 (2:1, 3:0, 1:2, 2:1) |

#### Platz 11 und 12
| Tag        | Zeit  | Begegnung             | Ergebnis                  |
| ---------- | ----- | --------------------- | ------------------------- |
| 29. August | 12:00 | Südkorea – Australien | 3:18 (1:5, 2:1, 0:7, 0:5) |

#### Platz 9 und 10
| Tag        | Zeit  | Begegnung    | Ergebnis                  |
| ---------- | ----- | ------------ | ------------------------- |
| 29. August | 13:30 | Kanada – USA | 8:18 (2:4, 1:5, 0:3, 5:6) |

#### Plätze 5–8
| Tag        | Zeit  | Begegnung               | Ergebnis                  |
| ---------- | ----- | ----------------------- | ------------------------- |
| 27. August | 15:00 | Großbritannien – Ungarn | 2:19 (0:7, 1:5, 1:3, 0:4) |
| 27. August | 16:30 | Niederlande – Japan     | 8:9 (2:2, 2:3, 2:1, 2:3)  |

#### Platz 7 und 8
| Tag        | Zeit  | Begegnung                    | Ergebnis                  |
| ---------- | ----- | ---------------------------- | ------------------------- |
| 30. August | 09:00 | Großbritannien – Niederlande | 5:18 (2:4, 0:4, 3:6, 0:4) |

#### Platz 5 und 6
| Tag        | Zeit  | Begegnung      | Ergebnis                  |
| ---------- | ----- | -------------- | ------------------------- |
| 30. August | 10:30 | Ungarn – Japan | 14:8 (3:2, 6:2, 3:3, 2:1) |

#### Bronzemedaille
| Tag        | Zeit  | Begegnung            | Ergebnis                  |
| ---------- | ----- | -------------------- | ------------------------- |
| 30. August | 12:00 | Frankreich – Italien | 2:10 (0:2, 1:3, 1:2, 0:3) |

### Endstände
| Rang | Team              | Siege:Unentschieden:Niederl. | Torverhältnis |
| ---- | ----------------- | ---------------------------- | ------------- |
| 1    | Serbien           | 7:0:0                        | 115:22        |
| 2    | Russland          | 5:1:1                        | 77:55         |
| 3    | Italien           | 5:0:2                        | 68:41         |
| 4    | Frankreich        | 5:0:2                        | 86:42         |
| 5    | Ungarn            | 5:0:2                        | 103:37        |
| 6    | Japan             | 4:0:3                        | 71:66         |
| 7    | Niederlande       | 3:0:4                        | 74:40         |
| 8    | Großbritannien    | 3:0:4                        | 52:82         |
| 9    | USA               | 4:1:2                        | 79:60         |
| 10   | Kanada            | 3:0:4                        | 43:84         |
| 11   | Australien        | 3:0:4                        | 58:53         |
| 12   | Südkorea          | 2:0:5                        | 56:80         |
| 13   | Rumänien          | 2:0:5                        | 61:80         |
| 14   | Südafrika         | 1:0:6                        | 53:85         |
| 15   | Argentinien       | 1:0:6                        | 36:85         |
| 16   | Chinesisch Taipeh | 0:0:7                        | 16:141        |

| Platz | Land     | Spieler |
| ----- | -------- | --- |
| 1     | Serbien  | Lazar Dobozanov, Radomir Drasovic, Nikola Jakšić, Dorde Lazic, Filip Radojevic, Sava Ranđelović, Strahinja Rasovic, Viktor Rasovic, Strajo Risticevic, Ognjen Stojanovic, Gavril Subotic, Dusan Vasic, Nemanja Vico              |
| 2     | Russland | Andrei Balakirev, Nikita Dereviankin, Konstantin Kharkov, Dimitri Kholod, Ivan Koptsev, Kirill Korneev, Nikolay Lazarev, Daniil Merkulov, Ivan Nagaev, Konstantin Sheikin, Roman Shepelev, Vitaly Statsenko, Ivan Suchkov        |
| 3     | Italien  | Jacopo Alesiani, Lorenzo Bruni, Eduardo Campopiano, Giacomo Cannella, Giacomo Casasola, Edoardo Di Somma, Vincenzo Dolce, Umberto Esposito, Antonio Maccioni, Edoardo Manzi, Stefano Morretti, Gianmarco Nicosia, Roberto Ravina |

## Frauenturnier
Gespielt wurde in zwei Gruppen mit jeweils sechs Mannschaften. Für einen Sieg wurden 2 Punkte vergeben, für ein Unentschieden 1 Punkt. Anders als bei dem Turnier der Männer spielten nicht alle Mannschaften die Finalspiele, sondern nur die jeweils besten vier, während die zwei letztplatzierten der Gruppen die Plätze 9 bis 12 untereinander ausspielten.

### Vorrunde

#### Gruppe A
| Platz | Team           | Siege | Unent. | Ndlg. | Tore   | Diff. | Punkte |
| ----- | -------------- | ----- | ------ | ----- | ------ | ----- | ------ |
| 1.    | Russland       | 5     | 0      | 0     | 95:44  | +51   | 10     |
| 2.    | Ungarn         | 3     | 0      | 2     | 76:33  | +43   | 6      |
| 3.    | Japan          | 3     | 0      | 2     | 64:60  | +4    | 6      |
| 4.    | Kanada         | 3     | 0      | 2     | 69:43  | +26   | 6      |
| 5.    | Großbritannien | 0     | 1      | 4     | 26:104 | −78   | 1      |
| 6.    | Neuseeland     | 0     | 1      | 4     | 30:76  | −46   | 1      |

| Tag        | Zeit  | Begegnung                   | Ergebnis                   |
| ---------- | ----- | --------------------------- | -------------------------- |
| 18. August | 09:00 | Kanada – Neuseeland         | 15:4 (6:0, 2:0, 4:1, 3:3)  |
| 18. August | 10:20 | Ungarn – Japan              | 17:6 (5:2, 5:0, 3:1, 4:3)  |
| 18. August | 11:40 | Russland – Großbritannien   | 25:5 (6:0, 6:0, 5:2, 8:3)  |
| 20. August | 10:20 | Neuseeland – Japan          | 10:14 (3:4, 2:5, 3:3, 2:2) |
| 20. August | 11:40 | Großbritannien – Ungarn     | 3:28 (1:8, 1:6, 1:6, 0:8)  |
| 20. August | 13:00 | Kanada – Russland           | 11:17 (2:4, 3:4, 1:4, 5:5) |
| 22. August | 10:20 | Japan – Großbritannien      | 18:4 (4:1, 4:1, 3:1, 7:1)  |
| 22. August | 11:40 | Russland – Neuseeland       | 23:3 (4:0, 7:2, 7:0, 5:1)  |
| 22. August | 13:00 | Ungarn – Kanada             | 5:8 (1:3, 2:1, 1:2, 1:2)   |
| 24. August | 10:20 | Neuseeland – Großbritannien | 9:9 (3:3, 0:3, 3:2, 3:1)   |
| 24. August | 11:40 | Kanada – Japan              | 11:12 (2:4, 3:2, 4:2, 2:4) |
| 24. August | 13:00 | Russland – Ungarn           | 12:11 (4:5, 4:1, 1:3, 3:2) |
| 25. August | 10:30 | Ungarn – Neuseeland         | 15:4 (6:0, 2:0, 4:2, 3:2)  |
| 25. August | 12:00 | Japan – Russland            | 14:18 (4:5, 3:5, 2:5, 5:3) |
| 25. August | 13:30 | Kanada – Großbritannien     | 24:5 (5:1, 4:3, 6:1, 9:0)  |

#### Gruppe B
| Platz | Team               | Siege | Unent. | Ndlg. | Tore  | Diff. | Punkte |
| ----- | ------------------ | ----- | ------ | ----- | ----- | ----- | ------ |
| 1.    | Vereinigte Staaten | 5     | 0      | 0     | 85:14 | +71   | 10     |
| 2.    | Italien            | 4     | 0      | 1     | 53:34 | +19   | 8      |
| 3.    | Frankreich         | 3     | 0      | 2     | 43:38 | +5    | 6      |
| 4.    | Australien         | 2     | 0      | 3     | 47:37 | +10   | 2      |
| 5.    | Griechenland       | 1     | 0      | 4     | 22:62 | −40   | 2      |
| 6.    | Argentinien        | 0     | 0      | 5     | 15:80 | −65   | 0      |

| Tag        | Zeit  | Begegnung                  | Ergebnis                  |
| ---------- | ----- | -------------------------- | ------------------------- |
| 19. August | 09:00 | Australien – Griechenland  | 10:3 (2:1, 3:0, 4:1, 1:1) |
| 19. August | 10:20 | USA – Frankreich           | 15:4 (5:1, 2:1, 4:1, 4:1) |
| 19. August | 11:40 | Italien – Argentinien      | 20:4 (4:1, 5:0, 8:1, 3:2) |
| 20. August | 14:20 | Griechenland – Frankreich  | 5:15 (0:4, 1:3, 3:3, 1:5) |
| 20. August | 15:40 | Argentinien – USA          | 1:19 (0:7, 1:4, 0:7, 0:1) |
| 20. August | 17:00 | Australien – Italien       | 6:8 (2:3, 1:2, 3:1, 0:2)  |
| 22. August | 14:20 | Frankreich – Argentinien   | 11:4 (2:0, 5:0, 2:2, 2:2) |
| 22. August | 15:40 | Italien – Griechenland     | 14:3 (6:2, 4:0, 2:1, 2:0) |
| 22. August | 17:00 | USA – Australien           | 17:3 (4:1, 5:1, 3:0, 5:1) |
| 24. August | 14:20 | Griechenland – Argentinien | 8:5 (2:2, 2:0, 2:2, 2:1)  |
| 24. August | 15:40 | Australien – Frankreich    | 6:8 (2:1, 0:2, 2:4, 2:1)  |
| 24. August | 17:00 | Italien – USA              | 3:16 (0:4, 0:3, 2:6, 1:3) |
| 25. August | 15:00 | USA – Griechenland         | 18:3 (4:0, 5:0, 4:1, 5:2) |
| 25. August | 16:30 | Frankreich – Italien       | 5:8 (1:2, 1:1, 2:2, 1:3)  |
| 25. August | 18:00 | Australien – Argentinien   | 22:1 (5:0, 5:0, 8:0, 4:1) |

### Finalspiele

#### Viertelfinale
| Tag        | Zeit  | Begegnung             | Ergebnis                   |
| ---------- | ----- | --------------------- | -------------------------- |
| 26. August | 13:30 | Russland – Australien | 13:6 (4:1, 3:2, 4:2, 2:1)  |
| 26. August | 15:00 | Ungarn – Frankreich   | 7:4 (3:1, 0:2, 0:1, 4:0)   |
| 26. August | 16:30 | Japan – Italien       | 17:15 (4:2, 2:4, 3:4, 3:2) |
| 26. August | 18:00 | Kanada – USA          | 7:13 (1:4, 1:3, 3:3, 2:3)  |

#### Halbfinale
| Tag        | Zeit  | Begegnung         | Ergebnis                  |
| ---------- | ----- | ----------------- | ------------------------- |
| 27. August | 18:00 | Russland – Ungarn | 7:11 (0:4, 3:3, 3:3, 1:1) |
| 27. August | 19:30 | Japan – USA       | 8:13 (2:4, 1:4, 2:2, 3:3) |

#### Finale
| Tag        | Zeit  | Begegnung    | Ergebnis                  |
| ---------- | ----- | ------------ | ------------------------- |
| 29. August | 19:30 | Ungarn – USA | 9:16 (2:5, 1:5, 3:3, 3:3) |

### Platzierungsspiele

#### Plätze 9–12
| Tag        | Zeit  | Begegnung                    | Ergebnis                 |
| ---------- | ----- | ---------------------------- | ------------------------ |
| 26. August | 10:30 | Neuseeland – Griechenland    | 6:7 (2:0, 1:1, 1:3, 2:3) |
| 26. August | 12:00 | Großbritannien – Argentinien | 7:4 (2:0, 3:1, 1:2, 1:1) |

#### Platz 11 und 12
| Tag        | Zeit  | Begegnung                | Ergebnis                  |
| ---------- | ----- | ------------------------ | ------------------------- |
| 28. August | 10:30 | Neuseeland – Argentinien | 17:2 (2:0, 5:0, 6:2, 4:0) |

#### Platz 9 und 10
| Tag        | Zeit  | Begegnung                     | Ergebnis                   |
| ---------- | ----- | ----------------------------- | -------------------------- |
| 28. August | 12:00 | Griechenland – Großbritannien | 11:10 (2:0, 3:4, 1:2, 1:1) |

#### Plätze 5–8
| Tag        | Zeit  | Begegnung               | Ergebnis                   |
| ---------- | ----- | ----------------------- | -------------------------- |
| 28. August | 13:30 | Australien – Frankreich | 6:5 (0:4, 1:0, 2:1, 3:0)   |
| 28. August | 15:00 | Italien – Kanada        | 13:16 (4:5, 2:5, 3:3, 4:3) |

#### Platz 7 und 8
| Tag        | Zeit  | Begegnung            | Ergebnis                  |
| ---------- | ----- | -------------------- | ------------------------- |
| 29. August | 15:00 | Frankreich – Italien | 11:6 (3:0, 2:1, 4:2, 2:3) |

#### Platz 5 und 6
| Tag        | Zeit  | Begegnung           | Ergebnis                  |
| ---------- | ----- | ------------------- | ------------------------- |
| 29. August | 16:30 | Australien – Kanada | 8:16 (1:5, 3:4, 1:4, 3:3) |

#### Bronzemedaille
| Tag        | Zeit  | Begegnung        | Ergebnis                   |
| ---------- | ----- | ---------------- | -------------------------- |
| 29. August | 18:00 | Russland – Japan | 11:12 (2:2, 2:4, 5:2, 2:4) |

### Endstände
| Rang | Team           | Siege:Unentschieden:Niederl. | Torverhältnis |
| ---- | -------------- | ---------------------------- | ------------- |
| 1    | USA            | 8:0:0                        | 127:38        |
| 2    | Ungarn         | 5:0:3                        | 103:60        |
| 3    | Japan          | 5:0:3                        | 101:99        |
| 4    | Russland       | 6:0:2                        | 126:73        |
| 5    | Kanada         | 5:0:3                        | 108:77        |
| 6    | Australien     | 3:0:5                        | 67:71         |
| 7    | Frankreich     | 4:0:4                        | 63:57         |
| 8    | Italien        | 4:0:4                        | 87:78         |
| 9    | Griechenland   | 4:0:4                        | 40:78         |
| 10   | Großbritannien | 1:1:5                        | 43:119        |
| 11   | Neuseeland     | 1:1:5                        | 53:85         |
| 12   | Argentinien    | 0:0:7                        | 21:104        |

| Platz | Land               | Spieler |
| ----- | ------------------ | --- |
| 1     | Vereinigte Staaten | Madison Berggren, Mary Brooks, Aria Fischer, Brigitta Games, Danijela Jackovich, Katherine Klass, Stephanie Mutafyan, Jamie Neushul, Kiley Neushul, Jordan Raney, Mia Rycraw, Gabrielle Stone, Alys Williams                         |
| 2     | Ungarn             | Flora Bolonyai, Krisztina Garda, Greta Gurisatti, Brigitta Horvath, Alexandra Klaud Kiss, Vivien Koevesdi, Dora Leimeter, Zsuzsanna Mate, Kata Maria Menczinger, Rebecca Grace Parkes, Dorottya Szilagyi, Fanny Valyi, Diana Ziegler |
| 3     | Japan              | Miyuu Aoki, Yumi Arima, Kana Hosoya, Akari Inaba, Yuri Kazama, Yuki Niizawa, Misaki Noro, Aoi Saito, Chiaki Sakanoue, Minami Shioya, Kotori Suzuki, Marina Tokumoto, Minori Yamamoto                                                 |